# Panthea roberti
Panthea roberti är en fjärilsart som beskrevs av Joannis 1928. Panthea roberti ingår i släktet Panthea och familjen Pantheidae. Inga underarter finns listade i Catalogue of Life.